# Sirkap
Sirkap (Urdú: سر کپ) és el nom d'un jaciment arqueològic a l'altre costat del riu enfront de la ciutat de Tàxila, Panjab, Pakistan.
Sirkap fou construïda pel rei grecobactrià Demetri I de Bactriana després de la invasió de l'Índia vers 180 aC. Demetri va establir les bases del regne Indogrec que va durar fins al 10 dC. Hauria estat reconstruïda pel rei Menandre I.
Les excavacions foren dirigides per Sir John Marshall i per Hergrew de 1912 a 1930. El 1944 i 1945 es van ampliar les zones i foren excavades per Mortimer Wheeler.

## Galeria d'imatges

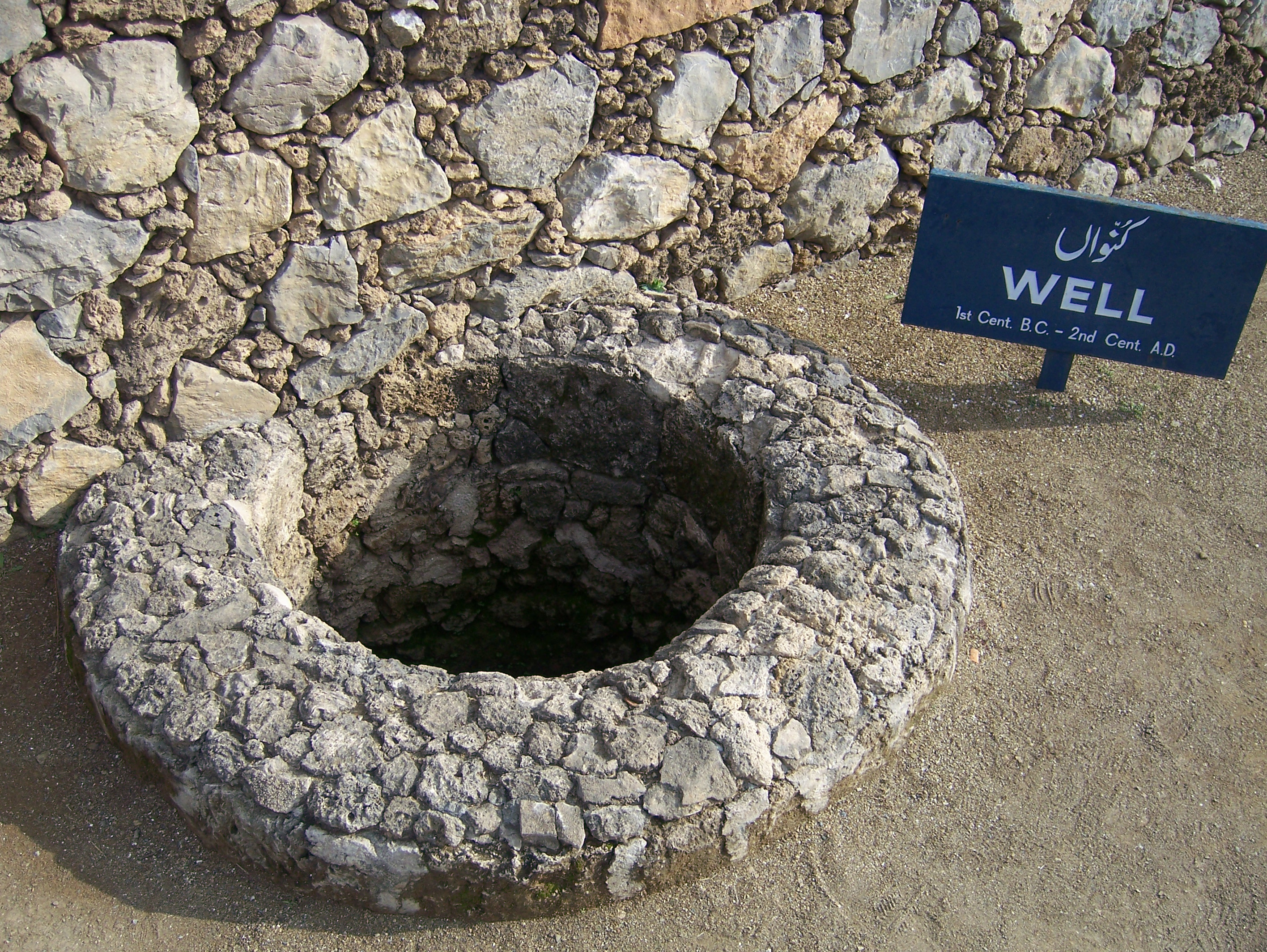
Font a Sirkap.
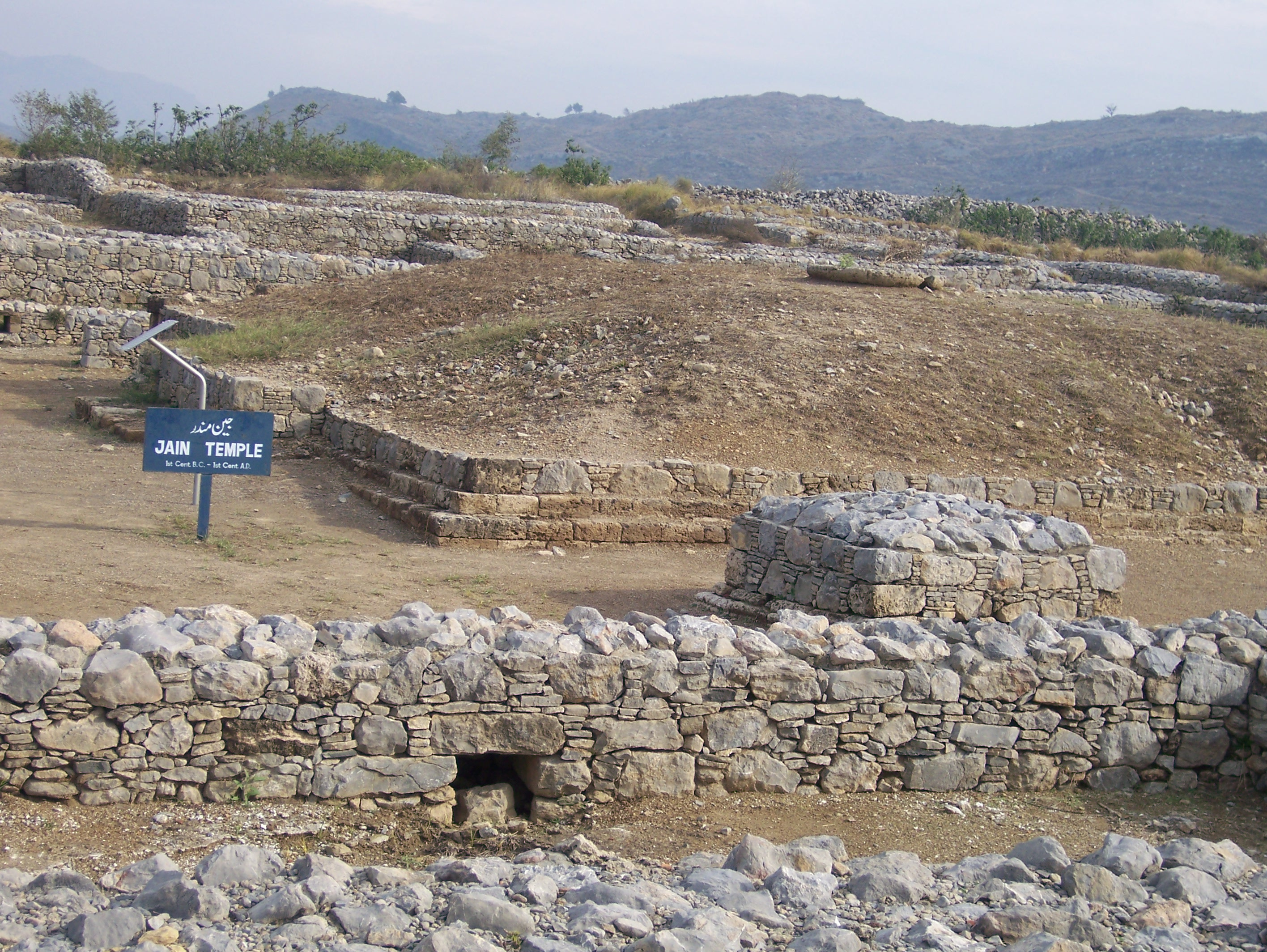
Temple Jain a Sirkap.
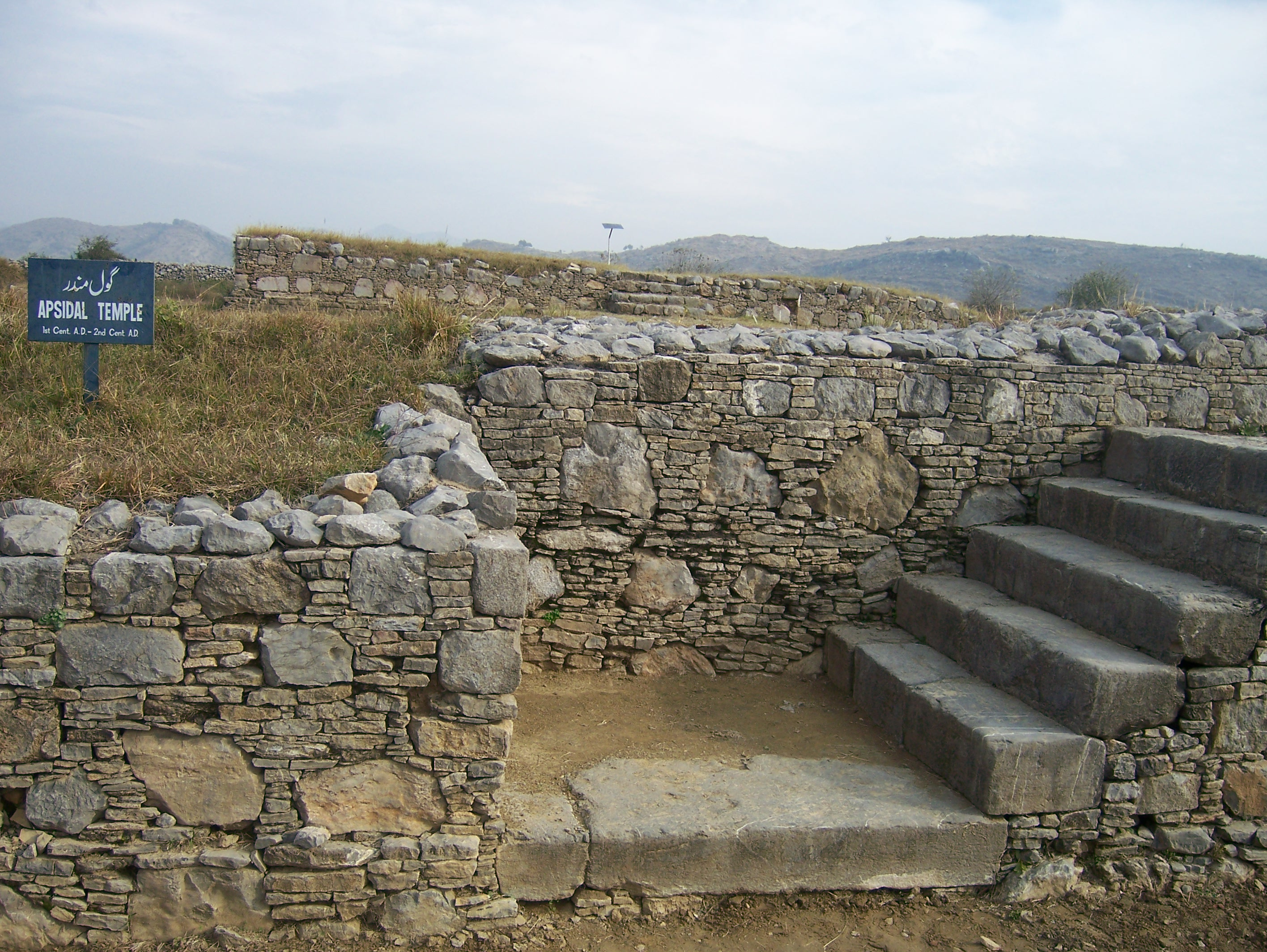
Temple Apsidal a Sirkap.
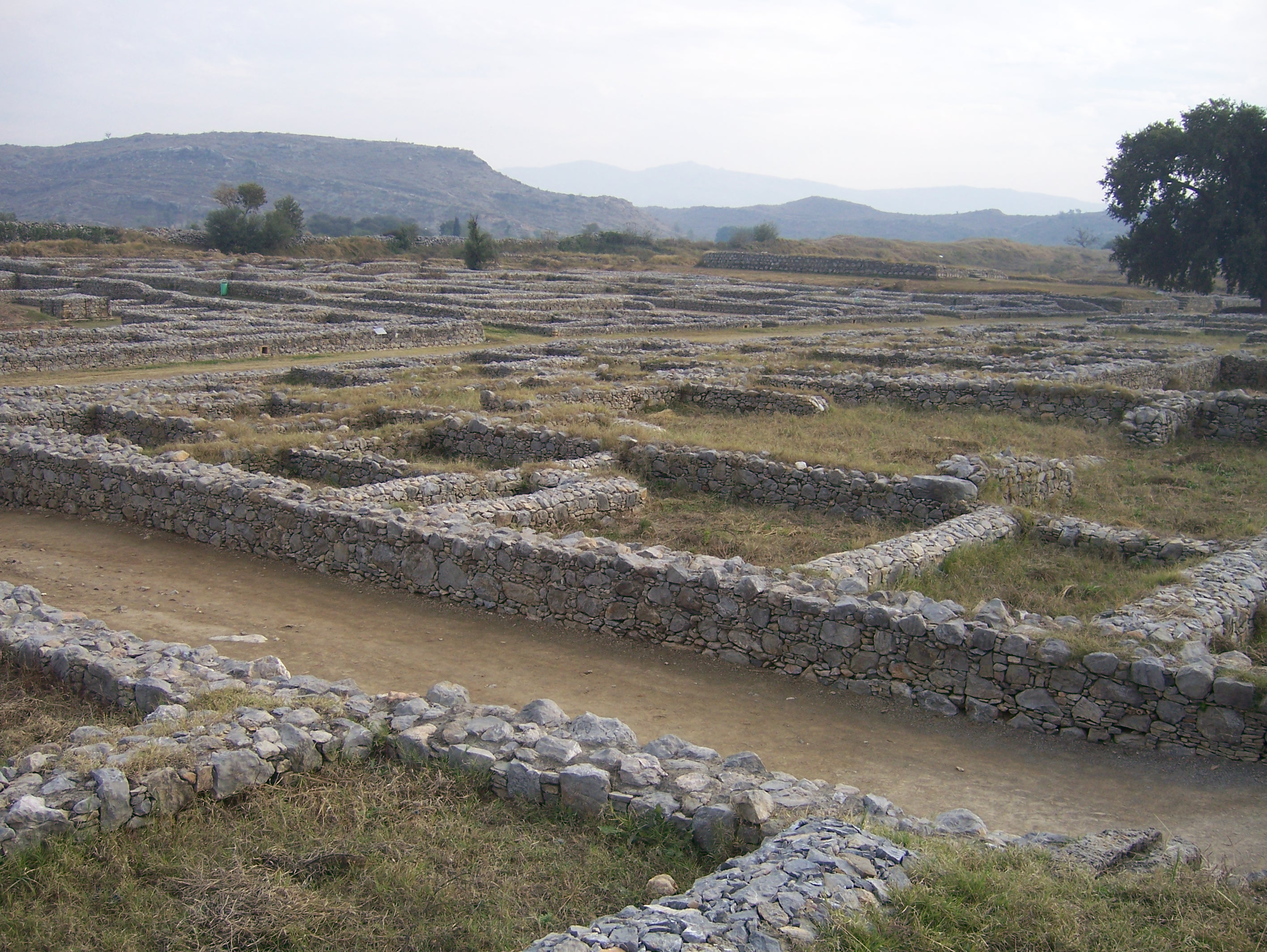
Carrers de Sirkap
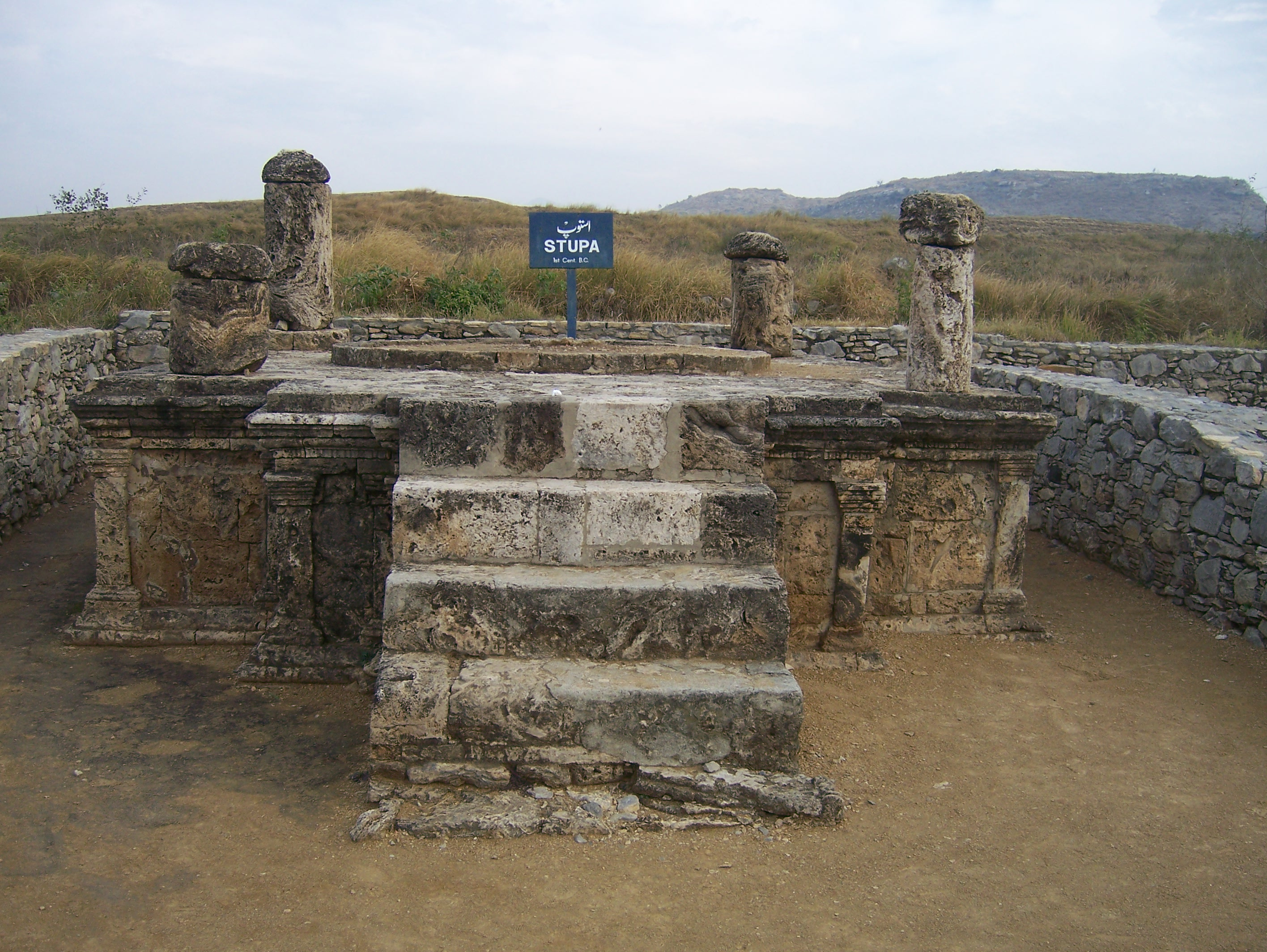
Stupa del segle i aC.
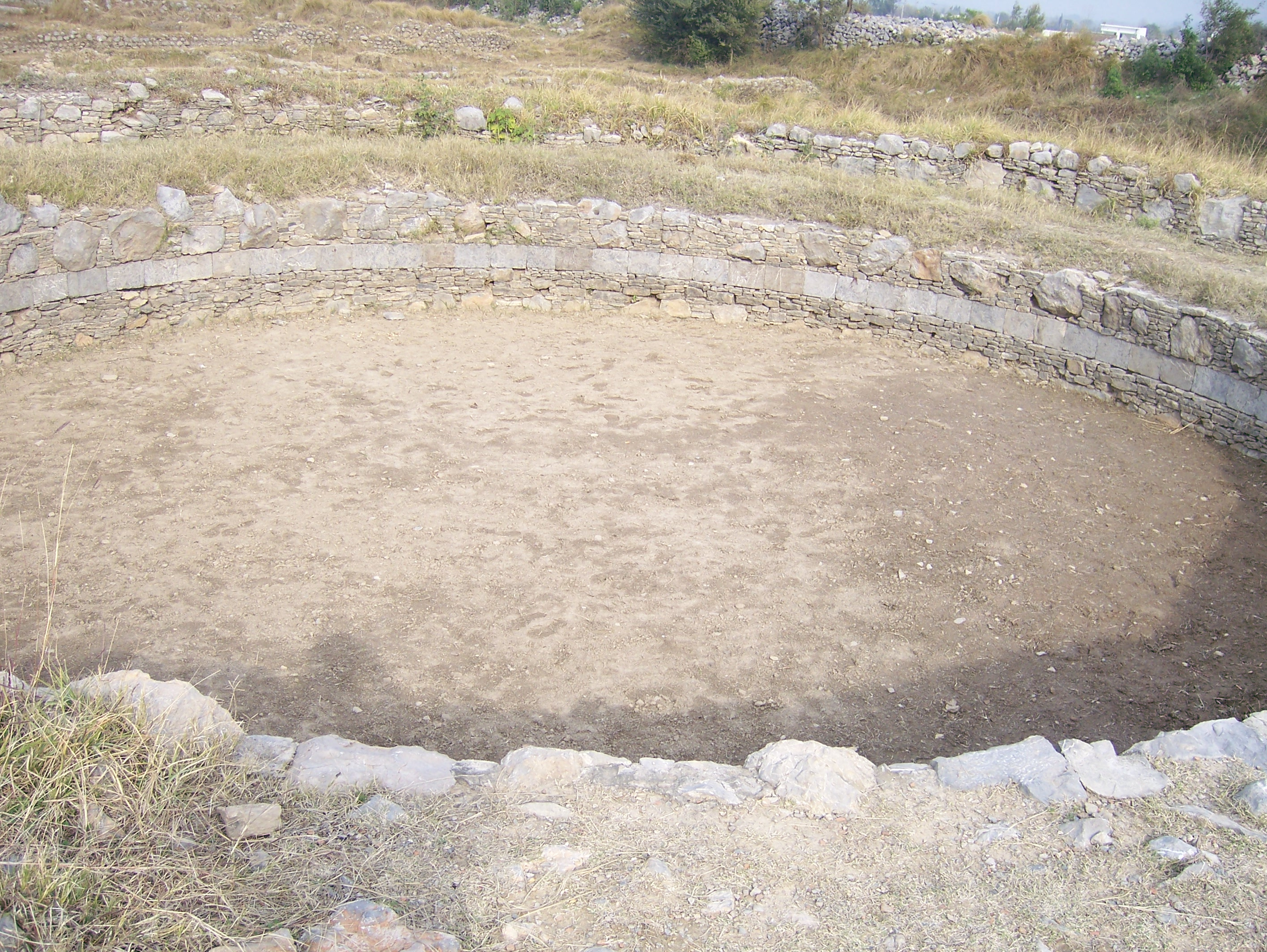
Sala rodona del temple Apsidal de Sirkap
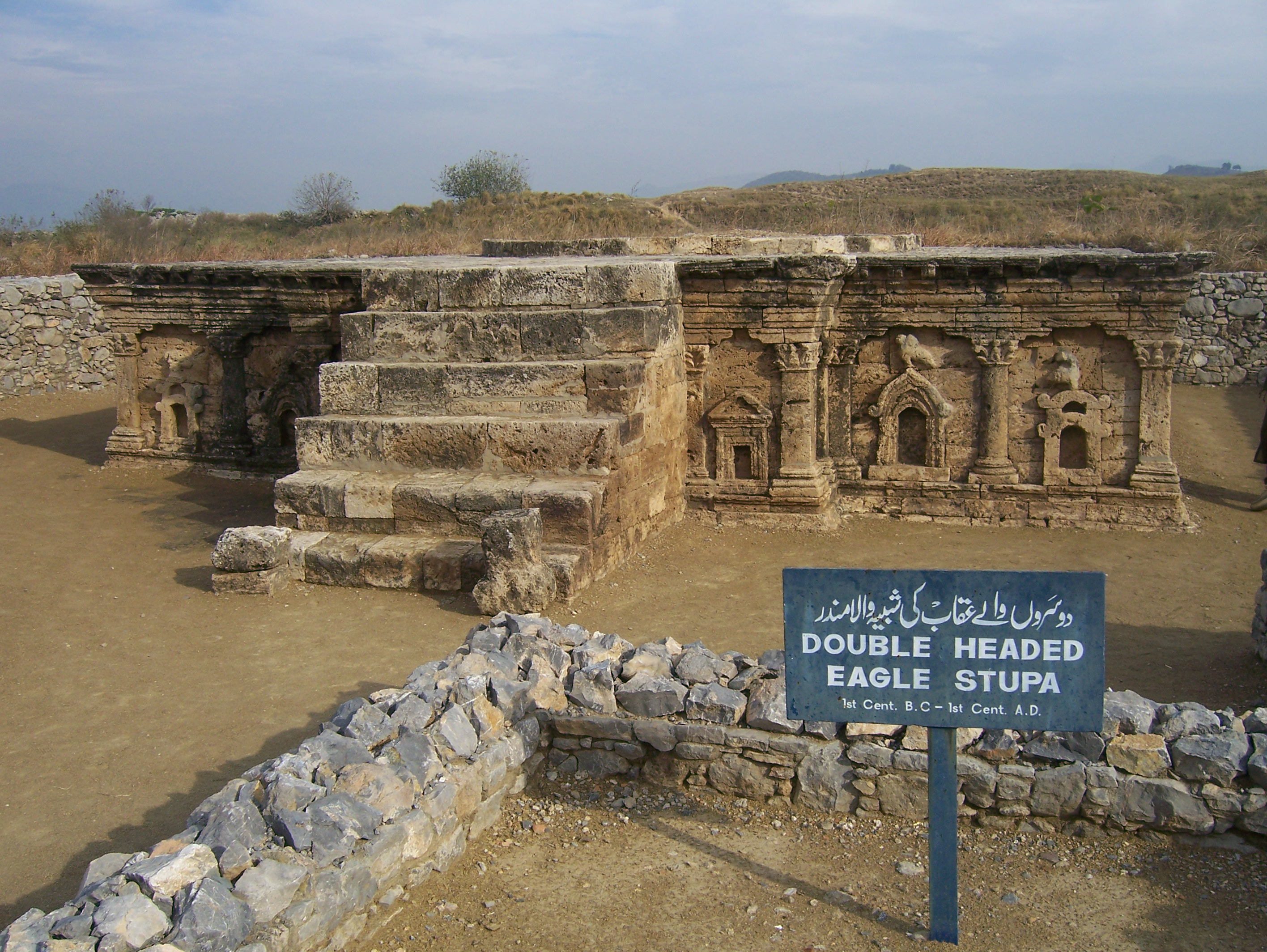
Stupa de l'àguila bicèfala a Sirkab